# Валері Донзеллі
Валері Донзеллі (фр. Valérie Donzelli; нар.2 березня 1973, Епіналь, Вогези, Франція) — французька акторка, режисерка та сценаристка.

## Біографія
Валері Донзеллі народилася в містечку Епіналь, що в департаменті Вогези у Франції. Виросла у Кретеї, поблизу Парижа. У віці 14 років Валері разом з сім'єю переїхала у Лілль, повернувшись до Парижа у 19 років. Після закінчення школи вона навчалася на архітектора, але швидко кинула це заняття та почала виступати в театрі при муніципальній консерваторії X округу Парижа. Заробляла на життя, працюючи в одній з паризьких пекарень. Випадкове знайомство з актором Жеремі Елькаймом стало поворотним пунктом в її біографії. Завдяки Елькайму, який став її супутником життя і колегою по роботі, Донзеллі залучалися до світу кінематографу.

## Творча кар'єра
Кар'єру в кіно Валері Донзеллі починала, знімаючись в короткометражних і не дуже популярних фільмах. Але саме на цих зйомках вона набула необхідного їй досвіду акторки. Всього акторка знялася майжуе 60-ти кіно-, телевізійних фільмах та серіалах.
Як режисерка Валері Донзеллі дебютувала у 2009 році стрічкою «Королева дурок», де співавтором сценарію виступив Жеремі Елькайм. Фільм, у якому Донзеллі також зіграла головну, став успішнішим, ніж очікувалося. Його було представлено на Міжнародному кінофестивалі в Локарно. Незважаючи низький бюджет, фільм зібрав 30 000 переглядів, що можна розглядати як його успіх.
Світову популярність Донзеллі приніс її другий повнометражний фільм «Я оголошую війну», в якому Валері виступає одночасно співавтором сценарію, а також режисером і виконавицею головної ролі. Фільм, у роботі над яким також брав участь, тепер уже колишній партнер Донзеллі Жеремі Елькайм, був натхненний їхнім особистим життям, коли вони боролися з раком у свого 18-місячного сина. Стрічку було представлено на 64-му Каннському міжнародному кінофестивалі і вона була позитивно сприйнята і глядачами, і кінокритиками у Франції. Фільм також брав участь у відборі на премію «Оскар» Американської кіноакадемії за найкращий іноземний фільм 2012 року, але не потрапив до фіналу.
Донзеллі зняла Жеремі Елькайма і у своїй наступній стрічці «Твоя рука в моїй руці» (2012) з Валері Лемерсьє у головній ролі.
Фільм Валері Донзеллі 2015 року «Маргеріт і Жульєн» змагався за «Золоту пальмову гілку» в основній конкурсній програмі на 68-му Каннському міжнародному кінофестивалі 2015 року.
У 2013 році Валері Донзеллі входила до складу журі Міжнародного кінофестивалю в Локарно. У 2016 році очолила журі міжнародного Тижня критиків 69-го Каннського кінофестивалю.

## Особисте життя
Від стосунків з Жеремі Елькаймом Валері Донзеллі має двох синів.

## Фільмографія
Акторка
| Рік       |    | Українська назва                       | Оригінальна назва                         | Роль               |
| --------- | -- | -------------------------------------- | ----------------------------------------- | ------------------ |
| 1999      | тф | Холодні землі                          | Les terres froides                        | Ізабель            |
| 2001      | ф  | Марта... Марта                         | Martha... Martha                          | Марта              |
| 2001      | ф  | Ласкаві душі                           | Les âmes câlines                          | Емілі              |
| 2002      | тф | На моїх очах                           | Sous mes yeux                             | Елісон             |
| 2003      | кф | Зникаючий лев                          | Le lion volatil                           | клієнтка в сльозах |
| 2003      | кф | Жоден з них не бачив і не знав         | Ni vue, ni connue                         | Аліса              |
| 2003      | ф  | Хто убив Бембі?                        | Qui a tué Bambi?                          | Наталі             |
| 2003      | ф  | Прокляття                              | Cette femme-là                            | Клер Аткен         |
| 2003      | ф  | Містифікація, або Історія портретів    | Mystification ou L'histoire des portraits | Емілі              |
| 2004      | ф  | Закохана Фредеріка                     | Frédérique amoureuse                      | Фредеріка          |
| 2004      | ф  | Некрофіл                               | Le nécrophile                             | проститутка        |
| 2004      | ф  | Найкращий день у моєму житті           | Le plus beau jour de ma vie               | Елеонора           |
| 2005      | ф  | Час прийшов                            | Voici venu le temps                       | Соня Нубі-Датч     |
| 2005      | ф  | У його руках                           | Entre ses mains                           | Валері             |
| 2006      | тф | Трохи збрехати                         | Mentir un peu                             | Бландін            |
| 2006      | тф | Минулі конфлікти                       | Passés troubles                           | Софі Валатьє       |
| 2006      | ф  | 7 років                                | 7 ans                                     | Маїте              |
| 2006      | ф  | Недоторканний                          | L'intouchable                             | акторка театру     |
| 2006      | ф  | Людина, яка мріяла про дитину          | L'homme qui rêvait d'un enfant            | Сюзанна            |
| 2006—2014 | с  | Мафіоза                                | Mafiosa                                   | адвокат            |
| 2008      | тф | Його причина бути                      | Sa raison d'être                          | Наталі             |
| 2009      | ф  | Королева дурок                         | La reine des pommes                       | Адель              |
| 2009      | тф | Прекрасне життя                        | La belle vie                              | Беа                |
| 2010      | ф  | Вежа зі слонової кістки                | Ivory Tower                               |                    |
| 2010      | ф  | Бельвіль — Токіо                       | Belleville-Tokyo                          | Марі Турнель       |
| 2011      | ф  | Мистецтво зваблювання                  | L'art de séduire                          | Естель             |
| 2011      | ф  | Я оголошую війну                       | La guerre est déclarée                    | Жульєтта           |
| 2011      | ф  | Квітучий Ірис                          | En ville                                  | Моніка             |
| 2011      | ф  | Чому ти плачеш?                        | Pourquoi tu pleures?                      | Анна               |
| 2011      | ф  | Великий злий вовк                      | Le grand méchant loup                     | Наталі Делькруа    |
| 2012      | ф  | Твоя рука в моїй руці                  | Main dans la main                         | Веро               |
| 2013      | ф  | Довгі хвилі                            | Les grandes ondes (à l'ouest)             | Жулі Дюжон-Ренен   |
| 2014      | ф  | Святий Лоран. Страсті великого кутюр'є | Saint Laurent                             | Рені               |
| 2015      | ф  | Білі лицарі                            | Les chevaliers blancs                     | Франсуаза Дюбуа    |
| 2015      | ф  | Буря                                   | Orage                                     | Луїза              |
| 2013      | ф  | Опіум                                  | Opium                                     | Valentine Hugo     |

Режисер і сценарист
| Рік  |     | Назва українською     | Оригінальна назва                              | Режисер | Сценарист |
| ---- | --- | --------------------- | ---------------------------------------------- | ------- | --------- |
| 2008 | к/м |                       | Il fait beau dans la plus belle ville du monde | Так     | Так       |
| 2009 |     | Королева дурок        | La reine des pommes                            | Так     | Так       |
| 2010 | к/м |                       | Madeleine et le facteur                        | Так     | Так       |
| 2011 |     | Я оголошую війну      | La guerre est déclarée                         | Так     | Так       |
| 2012 |     | Твоя рука в моїй руці | Main dans la main                              | Так     | Так       |
| 2013 |     | Скільки любові!       | Que d'amour!                                   | Так     | Так       |
| 2015 |     | Маргеріт і Жульєн     | Marguerite et Julien                           | Так     | Так       |

## Визнання

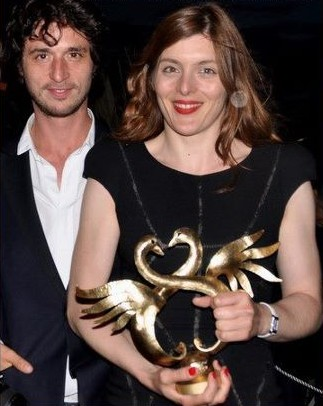
Жеремі Елькайм і Валері Донзеллі на Кінофестивалі у Кабурі, 2011

| Фестиваль «Актори екрану»                         |                                     |                                       |           |
| 2002                                              | Приз Мішель Сімон найкращій акторці | Марта… Марта                          | Перемога  |
| Кінофестиваль середземноморського кіно у Валенсії |                                     |                                       |           |
| 2007                                              | Найкраща акторка                    | 7 років                               | Перемога  |
| Міжнародний кінофестиваль в Сіетлі                |                                     |                                       |           |
| 2007                                              | Спеціальний приз журі               | 7 років                               | Перемога  |
| Міжнародний кінофестиваль у Локарно               |                                     |                                       |           |
| 2009                                              | Золотий леопард                     | Королева дурок                        | Номінація |
| Міжнародний кінофестиваль в Хіхоні                |                                     |                                       |           |
| 2011                                              | Гран-прі Астурії за найкращий фільм | Я оголошую війну                      | Перемога  |
| 2011                                              | Найкраща акторка                    | Я оголошую війну                      | Перемога  |
| Каннський міжнародний кінофестиваль               |                                     |                                       |           |
| 2011                                              | Queer Palm                          | Я оголошую війну                      | Номінація |
| 2015                                              | Золота пальмова гілка               | Маргеріт і Жульєн                     | Номінація |
| 2015                                              | Queer Palm                          | Маргеріт і Жульєн                     | Номінація |
| Кінофестиваль у Кабурі                            |                                     |                                       |           |
| 2011                                              | Гран-прі                            | Я оголошую війну                      | Перемога  |
| 2011                                              | Премія «Сезар»                      | Я оголошую війну                      |           |
| 2012                                              | Найкращий фільм                     | Я оголошую війну                      | Номінація |
| 2012                                              | Найкращий режисер                   | Я оголошую війну                      | Номінація |
| 2012                                              | Найкращий оригінальній сценарій     | Я оголошую війну                      | Номінація |
| 2012                                              | Найкраща акторка                    | Я оголошую війну                      | Номінація |
| Премія «Люм'єр»                                   |                                     |                                       |           |
| 2012                                              | Найкраща акторка                    | Я оголошую війну                      | Номінація |
| Золота зірка кіно                                 |                                     |                                       |           |
| 2012                                              | Найкращий сценарій                  | Я оголошую війну (з Жеремі Елькаймом) | Перемога  |
| Кришталевий глобус                                |                                     |                                       |           |
| 2012                                              | Найкращий фільм                     | Я оголошую війну                      | Номінація |
| 2012                                              | Найкраща акторка                    | Я оголошую війну                      | Номінація |